# Локвиш
Локвиш (нем. Lockwisch) — община в Германии, в земле Мекленбург-Передняя Померания.
Входит в состав района Северо-Западный Мекленбург. Подчиняется управлению Шёнбергер Ланд. Население составляет 392 человека (на 31 декабря 2010 года). Занимает площадь 13,91 км².

## Ссылки

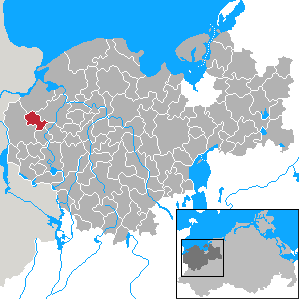
Локвиш